# Shō En
Shō En (尚圓) (1415–1476, r. 1470–1476) est un souverain du royaume de Ryūkyū, fondateur de la seconde dynastie Shō. Avant de devenir roi il est connu sous le nom de Kanamaru (金丸).

## Jeunesse et ascension vers le pouvoir
Kanamaru naît dans une famille de paysans sur l'île d'Izena,, petite île qui se trouve au large de la côte nord-ouest de l'île d'Okinawa. Il aurait perdu ses parents à environ vingt ans et se serait engagé à pourvoir aux besoins de sa tante et de son oncle, de son frère et de sa sœur, ainsi que de sa femme, qu'il épouse à un âge très jeune.
Une année où l'île souffre d'une sécheresse particulièrement sévère, les galettes de riz de la famille Kanamaru se trouvent être remplies d'eau. Accusé d'avoir volé l'eau, Kanamaru est contraint de fuir son foyer, et se retrouve à Ginama, dans la région nord (Kunigami) de l'île d'Okinawa,.
Après plusieurs années de vie à Ginama, là aussi un certain type de litige ou de désaccord entre Kanamaru et ses voisins apparaissent. Il quitte Ginama en 1441 et se rend à Shuri, capitale du royaume de Ryūkyū, où il devient serviteur ou obligé du prince Shō Taikyū. Après l'accession au trône de Shō Taikyū en 1454, Kanamaru est nommé trésorier royal et se voit attribuer en 1459 la fonction de Omonogusuku osasu no soba (御物城御鎖側), poste comportant des responsabilités relatives aux questions concernant les relations étrangères et le commerce. Il reçoit également des territoires et est fait daimyo d'Uchima (内間御殿, Uchima-udun),.
Apparaît alors une divergence d'opinion entre Kanamaru, et Shō Toku, qui a succédé à Shō Taikyu comme roi en 1461,,peut-être au sujet des coûteux efforts militaires du roi sur l'île de Kikaigashima, ce qui amène Kanamaru à quitter Shuri et à se retirer à Uchima,. Cependant, Shō Toku meurt peu après, et il est rapporté qu'au cours des discussions qui suivent entre les anciens bureaucrates pour choisir un successeur, Kanamaru est choisi par la demande populaire. Il monte donc sur le trône, et prend le nom royal de Shō En. L'historien George H. Kerr souligne toutefois que les histoires officielles produites dans les siècles suivants sont écrites sous le patronage des successeurs de Shō En; et aussi que les circonstances entourant la mort de Shō Toku restent un mystère, et que le récit traditionnel peut simplement indiquer qu'il y a eu un changement d'allégeances parmi les aristocrates et les bureaucrates vers Kanamaru, ou que les parties en faveur de Kanamaru sont simplement plus nombreuses que celles du côté du feu roi.

## Règne

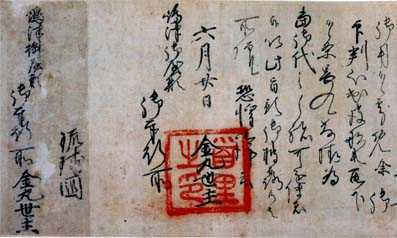
Lettre officielle du roi Shō En au chef des Shimazu (clan de samouraï), 1471.

Shō En établit ainsi la seconde dynastie Shō, prenant le nom honorifique accordé aux rois des Ryukyu par la dynastie Ming (et plus tard la dynastie Qing) de Chine. Il interdit également aux membres de l'ancienne lignée Shō l'accès aux hautes fonctions gouvernementales, leur interdit de se marier dans la lignée de la nouvelle dynastie, et prend des mesures pour élever le prestige de sa propre famille. Son père est honoré comme roi d'Izena, et un tombeau est construit pour ses parents sur l'île d'Izena. Shō En nomme aussi sa sœur grande prêtresse, ou noro, d'Izena. La lignée des grandes prêtresses descend d'elle jusqu'au XXe siècle.
Son règne marque le début d'un changement institutionnel dans le gouvernement royal, éloigné de la domination par un chef charismatique ou individu autrement doué, c'est-à-dire le roi, vers un système plus bureaucratique, avec le roi en son centre.
L'épouse de jeunesse de Shō En est probablement morte ou séparée de Kanamaru, avant qu'il accède à la notoriété à Shuri. Il a son premier fils avec sa seconde épouse, Yosoidon. Shō En meurt en 1476, après un règne de seulement quelques années, et est remplacé par son frère Shō Sen'i, au grand dam de Yosoidon. Mais à l'heure actuelle, la grande prêtresse, fille du défunt roi et de Yosoidon, reçoit un message divin qui indique que Shō Sen'i doit abdiquer en faveur de son neveu, fils de Shō En, qui accède ensuite au trône sous le nom de Sho Shin.

## Source de la traduction
- (en) Cet article est partiellement ou en totalité issu de l’article de Wikipédia en anglais intitulé « Shō En » (voir la liste des auteurs).